# Битва в пустелі
«Битва в пустелі» (англ. The Objective, букв. «Мета, мішень») — мароккансько-американський науково-фантастичний фільм жахів 2008 року режисера Деніела Міріка, який також був режисером таких проектів як «Відьма з Блейр: Курсова з того світу» і «Прихильники». У головних ролях знялися актори Джонас Болл, Метью Р. Андерсон і Майкл К. Вільямс. Прем'єра фільму в Марокко відбулася 24 квітня 2008 року, 6 лютого 2009 року розпочався показ в США.

## Сюжет
У провінції Газні, Афганістан, сили спецназу зустрічають агента ЦРУ Бенджаміна Кіноса, який дає їм завдання знайти афганського проповідника по імені Мухаммед Абан. Командир загону, Воллі Геймер, наказує всім бути напоготові. Пізніше загін спецназу прибуває в рідне поселення Абана в Південному Афганістані, де знаходить місцевого зв'язкового — Абдулу. Разом з ним вони відправляються в гори, де в цей час ховається Абан.
Просуваючись все далі в гори, солдати починають робити жахливі відкриття. Спочатку вони зустрічають озброєних людей, які вбивають одного з них, солдата на прізвище Тріноскі. Спецназівці відстрілюються, вбивають безліч супротивників, але коли вони збираються перевірити тіла вбитих ворогів, виявляється, що всі вони таємничим чином зникли. Тієї ж ночі команда зауважує фари наближаючогось транспорту, але через хвилину вогні злітають різко вгору і зникають. Після суперечок про те, чим були ці вогні, вертольоту радирують для поповнення запасів. На ранок виявляється, що ні радіо, ні система позиціонування не працює. Вантажівка загону, пошкоджена під час засідки, ледь може їхати в гору. Наступної ночі спецназівці чують наближення гвинтокрила і подають йому сигнал, так як радіо все ще не працює, однак коли, судячи по звуку, гвинтокрил був прямо над ним, шум гвинта різко затихає (що, на їхню думку, фізично було неможливо). Тим часом радіо починає ловити сигнал на мові, схожій на арабську, але тим не менш нікому незрозумілій. Вони ховають тіло Тріноскі, щоб безпечно рушити далі, а на ранок знаходять шматки його тіла розкиданими навколо. Просуваючись далі в гори, спецназівці помічають в скелях дивні трикутні скульптури з хмизу. Відразу після цього вони намагаються зв'язатися по радіо хоч з кимось, але безрезультатно. Нарешті, знемагаючи від втоми і виявивши, що не можуть орієнтуватися за компасом, солдати обгрунтовуються в печері. Усередині вони виявляють старого, який дає їм їжу і поповнює їх припаси. Сержант Сендлер зауважує, що у старого під лахміттям британська армійська форма XIX століття і нагадує легенду про те, що в цих горах пропав британський полк, від якого залишився лише один уцілівший. На ранок сержант зустрічає старого, який очевидно розмовляє сам з собою, але поглянувши на нього через прилад нічного бачення, з подивом бачить невідомих з мечами та в чорному одязі. Запанікувавши, сержант відкриває вогонь і випадково вбиває старого. Абдула стверджує, що треба поховати тіло, однак солдати вирішують йти далі, на випадок якщо ворог чув їх. Один із солдатів медик, починає відчувати сильні болі в животі, і виявляє що всі фляги з водою наповнені не водою, а піском. Відправившись далі без води, солдати виявляють долину, якої за словами Абдули, раніше не було. Поступово між солдатами починає зростати напруга, особливо після нічної зустрічі з дивними вогнями. Після того, як Теннер і Коул, за наказом, намагаються обійти вогні, підозрюючи прийом Талібану, вони зникають на очах своїх товаришів. На ранок Абдула в страху говорить Кіносу, що вони мають справу з надприродним явищем, непідвладним людському розумінню. Після чого накладає на себе руки, зістрибнувши зі скелі.
У міру просування відносини знову розпалюються і спецназівці вимагають у Кіноса сказати правду. Кінос розкриває свої реальні мотиви, показавши їм запис зі свого апарату нічного бачення: на записи ясно видно трикутний об'єкт (подібний до тих скульптур, які вони бачили раніше), який стартує з землі після того як троє чоловіків, серед яких Муххамед Абан, підходять і зникають прямо на очах. Кінос каже, що об'єкт вбив цих людей. Також він додає, що ЦРУ спостерігає за подібними об'єктами з 1980 року і послали Кіноса і спецназівців для подальшого вивчення. Протягом усього шляху Кінос робив знімки своїм апаратом і посилав їх за допомогою новітньої лазерної системи прямо через супутникову систему ЦРУ. Кінос висловлює теорію, що об'єкт є нічим іншим як віманою, об'єктом з індійської міфології і свого роду міфологічним відображенням НЛО. Вперше його помітив ще Олександр Великий, який проходив через цю область. Також він підтверджує, що вогні і примари в чорному також можуть бути пов'язані з ним. Зрештою. він розкриває, що спецназівці, є «їжею» для цього явища і що ніхто не виживе. В результаті між ним і одним з солдатів відбувається бійка.
Таким чином, залишившись практично без боєприпасів, їжі і води, солдати продовжують свій шлях і врешті-решт зустрічаються з віманою в тому самому місці, де, як здавалося, зник той самий британський полк. Сендлер панікує і стріляє в віману, але та відкривається і випаровується. Кінос і Дігіто (медик) тікають, але пізніше Кінос залишає Дігіто, так як той занадто ослаблений хворобою, щоб продовжувати бігти, і через деякий час чує крики медика, якого вбила вімана. Втомлений і травмований Кінос добирається до води, але почавши пити виявляє лежаче у воді тіло Геймера. Від жаху він непритомніє. Прокинувшись вночі, він чує звук гвинтокрила і подає сигнал. Світло, яке він і солдати зустрічали раніше, знову з'являється і від нього наближаються неясні фігури. Після того, як вони торкаються його чола, Кінос бачить різні галюцинації і входить в транс. Через деякий час його показують в палаті ширяючи в трансі в декількох сантиметрах над ліжком і смикаючий в руці талісман, який він взяв в будинку Абана. За ним спостерігають люди з-за прозорого скла і чують його шепіт: «Він спасе всіх нас …».

## У ролях
| Актор                                   | Роль                                |
| --------------------------------------- | ----------------------------------- |
| Джонас Болл (Jonas Ball)                | агент ЦРУ Бенджамін Кінос           |
| Метью Р Андерсон (Matthew R. Anderson)  | старший прапорщик Воллі Геймер      |
| Джон Уертас (Jon Huertas)               | сержант-медик Вінсент Дігіто        |
| Майкл К. Вільямс ( Michael C. Williams) | сержант-вибухотехнік Тіноскі        |
| Сем Гантер (Sam Hunter)                 | сержант-стрілець Тім Коул           |
| Джефф Прюет (Jeff Prewett)              | сержант-снайпер Піт Седлер          |
| Кенні Тейлор (Kenny Taylor)             | майстер-сержант — кулеметник Таннер |
| ХЕМЗ-Еддін Зенун (Chems-Eddine Zinoune) | провідник Абдул                     |
| П. Девід Міллер (P. David Miller)       | майор Мет Маккарті                  |
| Ванесса Йохансон (Vanessa Johansson)    | Стейсі Кінос                        |
| Жаклін Гарріс (Jacqueline Harris)       | Матильда Сеймур                     |

## Реліз
Прем'єра фільму відбулася: в Марокко — 24 квітня 2008 року, в США — 6 лютого 2009 року. При стартовому бюджеті в 4 млн доларів, збори в США склали 95 млн.
Фільм був зустрінутий критиками прохолодно. На сайті Metacritic фільму було поставлено 26 балів з 100 можливих на основі 4 оглядів і з позначкою «В основному несприятливі відгуки». Популярний критичний сайт Rotten Tomatoes поставив фільму 33 % свіжості на основі 12 оглядів.

## Нагороди та номінації
Незважаючи на холодний прийом критиків, фільм «Битва в пустелі» отримав дві номінації:
- Film Presented — 2008 Tribeca Film Festival
- Film Presented — 2008 FanTasia International Film Festival[3].